# Crosslee
Crosslee is een dorp in de Schotse council Renfrewshire in het historisch graafschap Renfrewshire aan de oevers van de rivier Gryffe in de buurt van Houston en Craigends. Door woningbouwprojecten zijn de drie plaatsen aaneengegroeid.